# Driss Debbagh
Driss Debbagh (em árabe: إدريس الدباغ) (Marraquexe, 7 de novembro de 1921 – 1986), foi um marroquino embaixador  para a Itália (1959-1961) e Cavaleiro da Grande Cruz da Ordem de Mérito da República da Itália, e um ministro de comércio, indústria, mineração e da marinha mercante (a partir de Junho de 1963 a novembro de 1963). Ele também foi vice-presidente e administrador da Banque Commerciale du Maroc através de uma empresa privada NAMIRI SA de que ocupou 93% das ações no momento de sua morte.
Sharif Driss Debbagh era o filho de Sharif Tayed ibn Brahim Debbagh e sua segunda esposa Zahra bint Mohammed Soussi namoro. Ele era fluente em berbere, árabe, francês, Inglês e Italiano. Viveu em França no final dos 40's e ele recebeu um bacharelato em engenharia química em 1950 de L'École Nationale Supérieur des Arts et Indústrias Têxteis de Roubaix, França. Ele retornou ao Marrocos e se tornou o presidente da Real Federação de desportos aeronáuticos em 1957, e presidente da CJP (Centre des jeunes Patrons) no mesmo ano.

## Casamentos e legado
Driss Debbagh tinha feito um primeiro casamento com Tami Benjelloun mas tinha uma filha adotivos chamada Nádia.
Após o seu divórcio, casou com Fatna Boukhal em 1976 (divórcio 1984). .

## Prêmios
- Cavaleiro da Grande Cruz da  Ordem do Mérito da República da Itália (Italiano: Cavaliere di Gran Croce Ordine al Merito della Repubblica Italiana)
- Enquanto ele era embaixador em Roma, H.E. Driss Debbagh recebeu uma distinção da HH Papa João XXIII.

## Ligação externa
Fotos de Driss Debbagh